# Wiceprezydenci Argentyny
Wiceprezydent Argentyny jest obierany na cztery lata wraz z prezydentem. Na Wiceprezydenta może kandydować osoba, która posiada bierne prawo wyborcze w wyborach prezydenckich.
Wiceprezydent automatycznie (w wyniku sukcesji) zostaje prezydentem w wyniku śmierci, zrzeczenia się lub usunięcia z urzędu prezydenta.

## Chronologiczna lista wiceprezydentów Argentyny
| l.p. | Wiceprezydent                  |  | Data objęcia urzędu  | Data złożenia urzędu | Partia                        | Prezydent                                |
| ---- | ------------------------------ |  | -------------------- | -------------------- | ----------------------------- | ---------------------------------------- |
| 1    | Salvador María del Carril      |  | 5 marca 1854         | 5 marca 1860         | Partia Federalistyczna        | Justo José de Urquiza                    |
| 2    | Juan Esteban Pedernera         |  | 5 marca 1860         | 5 listopada 1861     | Partia Federalistyczna        | Santiago Derqui                          |
| 3    | Marcos Paz                     |  | 12 października 1862 | 2 stycznia 1868      | Liberał                       | Bartolomé Mitre                          |
| 4    | Adolfo Alsina                  |  | 12 października 1868 | 12 października 1874 | Partia Narodowo-Autonomiczna  | Domingo Faustino Sarmiento               |
| 5    | Mariano Acosta                 |  | 12 października 1874 | 12 października 1880 | Partia Narodowo-Autonomiczna  | Nicolás Avellaneda                       |
| 6    | Francisco Bernabé Madero       |  | 12 października 1880 | 12 października 1886 | Partia Narodowo-Autonomiczna  | Julio Argentino Roca                     |
| 7    | Carlos Pellegrini              |  | 12 października 1886 | 6 sierpnia 1890      | Partia Narodowo-Autonomiczna  | Miguel Ángel Juárez Celman               |
| 8    | José Evaristo Uriburu          |  | 12 października 1892 | 23 stycznia 1895     | Partia Narodowo-Autonomiczna  | Luis Sáenz Peña                          |
| 9    | Norberto Quirno Costa          |  | 12 października 1898 | 12 października 1904 | Partia Narodowo-Autonomiczna  | Julio Argentino Roca                     |
| 10   | José Figueroa Alcorta          |  | 12 października 1904 | 12 marca 1906        | Partia Narodowo-Autonomiczna  | Manuel Quintana                          |
| 11   | Victorino de la Plaza          |  | 12 października 1910 | 9 sierpnia 1914      | Partia Narodowo-Autonomiczna  | Roque Sáenz Peña                         |
| 12   | Pelagio Luna                   |  | 12 października 1916 | 25 czerwca 1919      | Radykalna Unia Obywatelska    | Hipólito Yrigoyen                        |
| 13   | Elpidio González               |  | 12 października 1922 | 11 października 1928 | Radykalna Unia Obywatelska    | Marcelo Torcuato de Alvear               |
| 14   | Enrique Martínez               |  | 12 października 1928 | 6 września 1930      | Radykalna Unia Obywatelska    | Hipólito Yrigoyen                        |
| 15   | Enrique Santamarina            |  | 6 września 1930      | 20 października 1930 | bezpartyjny                   | José Félix Uriburu                       |
| 16   | Julio Argentino Pascual Roca   |  | 20 lutego 1932       | 20 lutego 1938       | Partia Narodowo-Demokratyczna | Agustín Pedro Justo                      |
| 17   | Ramón Castillo                 |  | 20 lutego 1938       | 27 czerwca 1942      | Partia Narodowo-Demokratyczna | Roberto María Ortiz                      |
| 18   | Sabá Sueyro                    |  | 7 czerwca 1943       | 15 października 1943 | bezpartyjny                   | Pedro Pablo Ramírez                      |
| 19   | Edelmiro Farrell               |  | 15 października 1943 | 24 lutego 1944       | bezpartyjny                   | Pedro Pablo Ramírez                      |
| 20   | Juan Perón                     |  | 8 lipca 1944         | 10 października 1945 | Partia Justycjalistyczna      | Edelmiro Farrell                         |
| 21   | Juan Pistarini                 |  | 10 października 1945 | 4 czerwca 1946       | bezpartyjny                   | Edelmiro Farrell                         |
| 22   | Hortensio Quijano              |  | 4 czerwca 1946       | 3 kwietnia 1952      | Peronizm                      | Juan Perón                               |
| 23   | Alberto Teisaire               |  | 7 maja 1954          | 23 września 1955     | Peronizm                      | Juan Perón                               |
| 24   | Isaac Rojas                    |  | 23 września 1955     | 1 maja 1958          | bezpartyjny                   | Eduardo Lonardi / Pedro Eugenio Aramburu |
| 25   | Alejandro Gómez                |  | 1 maja 1958          | 19 listopada 1958    | bezpartyjny                   | Arturo Frondizi                          |
| 26   | Carlos Humberto Perette        |  | 12 października 1963 | 28 czerwca 1966      | Radykalna Unia Obywatelska    | Arturo Umberto Illia                     |
| 27   | Vicente Solano Lima            |  | 25 maja 1973         | 13 lipca 1973        | Konserwatywna Partia Ludowa   | Héctor José Cámpora                      |
| 28   | Isabel Perón                   |  | 12 października 1973 | 1 lipca 1974         | Partia Justycjalistyczna      | Juan Perón                               |
| 29   | Víctor Hipólito Martínez       |  | 10 grudnia 1983      | 8 lipca 1989         | Radykalna Unia Obywatelska    | Raúl Alfonsín                            |
| 30   | Eduardo Duhalde                |  | 8 lipca 1989         | 10 grudnia 1991      | Partia Justycjalistyczna      | Carlos Saúl Menem                        |
| 31   | Carlos Ruckauf                 |  | 8 lipca 1995         | 10 grudnia 1999      | Partia Justycjalistyczna      | Carlos Saúl Menem                        |
| 32   | Carlos Álvarez                 |  | 10 grudnia 1999      | 6 października 2000  | Partia Justycjalistyczna      | Fernando de la Rúa                       |
| 33   | Daniel Scioli                  |  | 25 maja 2003         | 10 grudnia 2007      | Front na rzecz Zwycięstwa     | Néstor Kirchner                          |
| 34   | Julio Cobos                    |  | 10 grudnia 2007      | 10 grudnia 2011      | Front na rzecz Zwycięstwa     | Cristina Fernández de Kirchner           |
| 35   | Amado Boudou                   |  | 10 grudnia 2011      | 10 grudnia 2015      | Front na rzecz Zwycięstwa     | Cristina Fernández de Kirchner           |
| 36   | Gabriela Michetti              |  | 10 grudnia 2015      | 10 grudnia 2019      | Propozycja Republikańska      | Mauricio Macri                           |
| 37   | Cristina Fernández de Kirchner |  | 10 grudnia 2019      | 10 grudnia 2023      | Front na rzecz Zwycięstwa     | Alberto Fernández                        |
| 38   | Victoria Villarruel            |  | 10 grudnia 2023      | urzęduje             | Partia Demokratyczna          | Javier Milei                             |

## Różne dane statystyczne o wiceprezydentach
- Jeden wiceprezydent pełnił ten urząd w gabinetach dwóch prezydentów:
  - Isaac Rojas w gabinetach prezydentów Lonardiego i Aramburu

- Dziesięciu wiceprezydentów ustąpiło z urzędu przed zakończeniem kadencji:
  - Enrique Martínez (1928–1930) (w wyniku zamachu stanu)
  - Enrique Santamarina (1930) (zrezygnował)
  - Juan Perón (1944–1945) (usunięty z urzędu)
  - Alberto Teisaire (1954–1955) (w wyniku zamachu stanu)
  - Alejandro Gómez (1958) (zrezygnował)
  - Carlos Humberto Perette (1963–1966) (w wyniku zamachu stanu)
  - Vicente Solano Lima (1973) (zrezygnował)
  - Víctor Hipólito Martínez (1983–1989) (zrezygnował)
  - Eduardo Duhalde (1989–1991) (wybrany gubernatorem)
  - Carlos Álvarez (1999–2000) (zrezygnował)

- Czterech wiceprezydentów zmarło w czasie sprawowania urzędu:
  - Marcos Paz (w 1868)
  - Pelagio Luna (w 1919)
  - Sabá Sueyro (w 1943)
  - Hortensio Quijano (w 1952)

- Ośmiu wiceprezydentów objęło prezydenturę w wyniku sukcesji:
  - Juan Esteban Pedernera w 1861 po ustąpieniu Dequiema
  - Carlos Pellegrini w 1890 po ustąpieniu Celmana
  - José Evaristo Uriburu w 1895 po ustąpieniu Peña
  - José Figueroa Alcorta w 1906 po śmierci Manuela Quintana
  - Victorino de la Plaza w 1914 po śmierci Peña
  - Ramón Castillo w 1942 po rezygnacj Ortiza
  - Edelmiro Farrell w 1944 po ustąpieniu Pedro Ramíreza
  - Isabel Perón w 1974 po śmierci Peróna

- Dwóch byłych wiceprezydentów zostało wybranych prezydentem
  - Juan Perón (wiceprezydent 1944–1945, wybrany na prezydenta w 1946)
  - Eduardo Duhalde (wiceprezydent 1989–1991, wybrany na prezydenta w 2002)

## Byli wiceprezydenci
Obecnie żyje dziewięciu byłych wiceprezydentów:
- Isabel Perón (1973–1974)
- Víctor Hipólito Martínez (1983–1989)
- Eduardo Duhalde (1989–1991)
- Carlos Ruckauf (1995–1999)
- Carlos Álvarez (1999–2000)
- Daniel Scioli (2003–2007)
- Julio Cobos (2007–2011)

- Amado Boudou (2011–2015)
- Gabriela Michetti (2015–2019)
- Cristina Fernandez de Kirchner (2019-2023)

Byłym wiceprezydentom Argentyny przysługuje dożywotnia emerytura oraz ochrona osobista po odejściu z urzędu.